# 500-те най-добри песни на всички времена на сп. Ролинг Стоун
„500-те най-добри песни на всички времена на сп. Ролинг Стоун“ е основната статия на специално издание на списание Ролинг Стоун, издание 963, публикувано през декември 2004 година, една година след като списанието публикува списъка „The 500 Greatest Albums of All Time“.

## Статистики
- „Like a Rolling Stone“, на Боб Дилън е избрана за номер едно. Сингълът е излязал на 20 юли 1965.
- От всичките 500 песни, 352 са от САЩ и 119 от Великобритания; следвани като брой от песни от Канада с 13 (повечето на Нийл Янг); Ирландия с 12 (от които 8 са на U2); Ямайка със 7 (повечето на Bob Marley and the Wailers, Jimmy Cliff, и Toots and the Maytals); Австралия с две песни (AC/DC); Швеция (ABBA) и Франция (Daft Punk), всички с по една песен.
- Списъкът включва песни само на английски език, с единственото изключение на „La Bamba“ (номер 345), изпята на испански от американския певец Ritchie Valens.
- Само няколко са песните записани преди 50-те години, като една от най-ранните е „The House of the Rising Sun“, която е записана за първи път през 1934 г., но фигурира в списъка с изпълнението на the Animals от 1964 г.[2]
- Има един инструментал: „Green Onions“ на американската група Booker T. and the M.G.'s (номер 181).
- Броят на песните по декади във версията от 2004 година е както следва:

| Декада | Брой Песни | Процент |
| ------ | ---------- | ------- |
| 1940s  | 1          | 0,2%    |
| 1950s  | 72         | 14,4%   |
| 1960s  | 203        | 40,8%   |
| 1970s  | 142        | 28,2%   |
| 1980s  | 57         | 11,4%   |
| 1990s  | 22         | 4,4%    |
| 2000s  | 3          | 0,6%    |

- The Beatles са най-често срещаните с 23 песни. John Lennon, Paul McCartney, и George Harrison са включени и като соло изпълнители. Ленън е единственият с две песни в топ 10 като солов изпълнител и с Beatles. След The Beatles по брой песни в класацията следват the Rolling Stones (14); Bob Dylan (13); Elvis Presley (11); U2 (8); the Beach Boys, Jimi Hendrix (7); Led Zeppelin, Prince, „Слай енд дъ Фемили Стоун“, James Brown, Chuck Berry (6); Elton John, Ray Charles, the Clash, the Drifters, Buddy Holly, and the Who (5).
- Три песни участват в списъка по два пъти изпълнени от различни изпълнители: „Mr. Tambourine Man“, от Bob Dylan (номер 107) и от the Byrds (номер 79); „Blue Suede Shoes“ на Елвис Пресли (номер 430) и на Carl Perkins (номер 95); и „Walk This Way“ на Aerosmith (номер 346) и на Run-DMC (номер 293).
- Най-кратката песен е „Rave On!“ на Buddy Holly с продължителност 1:47 минути, „Great Balls of Fire“ на Jerry Lee Lewis с (1:52), и песента на Eddie Cochran „C'mon Everybody“ (1:53).
- Най-дългата песен е „The End“ (11:41 минути) на the Doors; „Desolation Row“ (11:21) на Боб Дилън; и „Marquee Moon“ (9:58) на Television.
- Най-често използваната дума в песните е Love(Любов) с 1057 споменавания, следвана от I'm (аз съм) (1000 пъти), oh (847 пъти), know (зная) (779 пъти), baby (746 пъти), got (имам) (702 пъти), и yeah (656 пъти).[3]

## 2010 актуализация
През май 2010 година, Ролинг Стоун прави актуализация публикувана със специално издание и в цифров вид за iPod и iPad. Списъкът се различава от версията от 2004 година, с добавени 26 песни всичките след 2000 година освен „Juicy“ на The Notorious B.I.G., излязла през 1994. Първите 25 остават непроменени, но останалите са доста разместени заради новите песни. Най-високо добавена нова песен е тази на Gnarls Barkley – „Crazy“ (номер 100).
Броят на песните по декади във версията от 2010 година е както следва:
| Декада | Брой Песни | Процент |
| ------ | ---------- | ------- |
| 1940s  | 2          | 0,4%    |
| 1950s  | 68         | 13,6%   |
| 1960s  | 196        | 39,2%   |
| 1970s  | 131        | 26,2%   |
| 1980s  | 55         | 11%     |
| 1990s  | 22         | 4,4%    |
| 2000s  | 26         | 5,2%    |

## Топ 10 песни
| Rank | Artist             | Song                          | Year |
| ---- | ------------------ | ----------------------------- | ---- |
| 1    | Bob Dylan          | Like a Rolling Stone          | 1965 |
| 2    | The Rolling Stones | (I Can't Get No) Satisfaction | 1965 |
| 3    | John Lennon        | Imagine                       | 1971 |
| 4    | Marvin Gaye        | What's Going On               | 1971 |
| 5    | Aretha Franklin    | Respect                       | 1967 |
| 6    | The Beach Boys     | Good Vibrations               | 1966 |
| 7    | Chuck Berry        | Johnny B. Goode               | 1957 |
| 8    | The Beatles        | Hey Jude                      | 1968 |
| 9    | Nirvana            | Smells Like Teen Spirit       | 1991 |
| 10   | Ray Charles        | What'd I Say                  | 1959 |